# Kip Moore

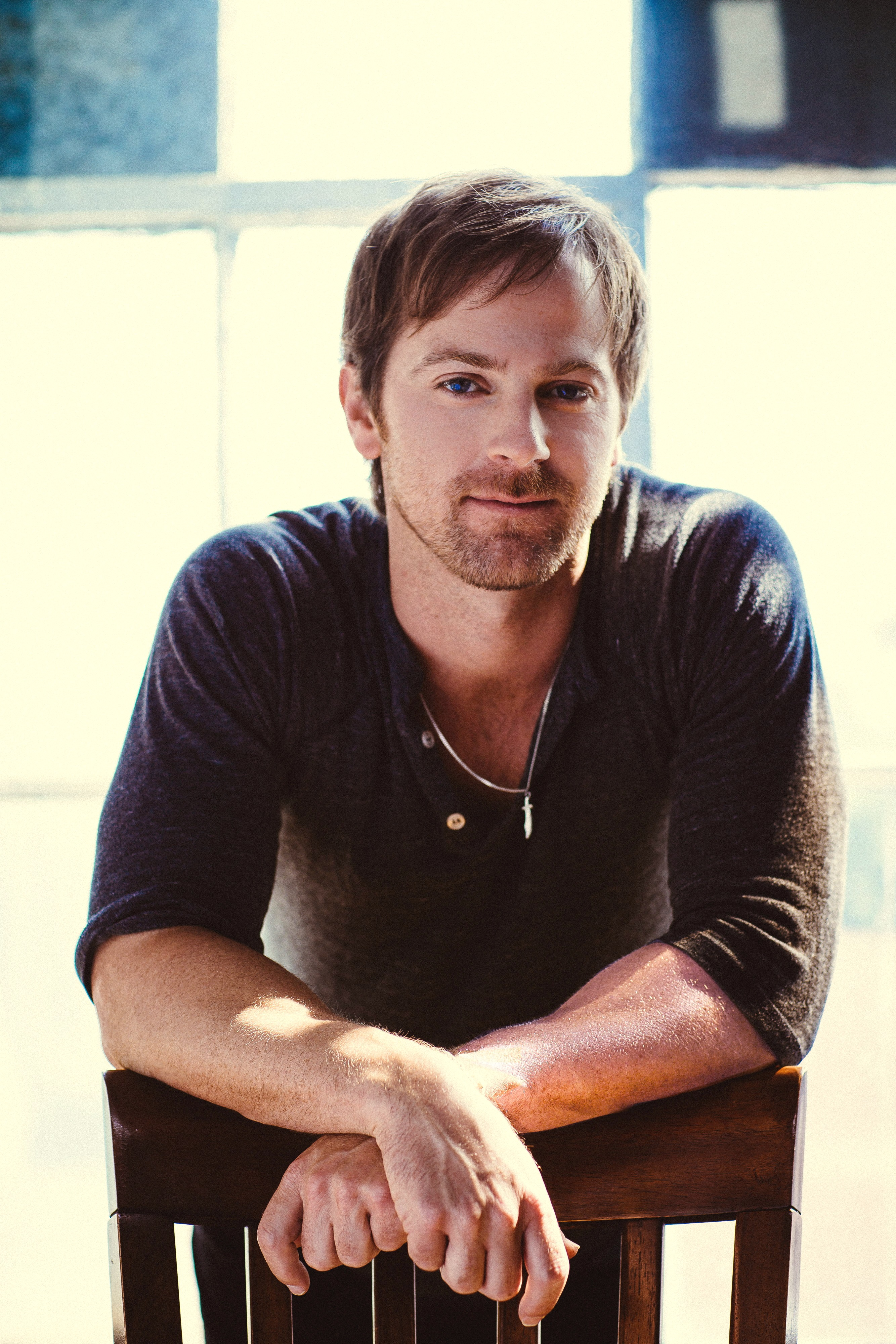
Kip Moore

Kip Moore (Tifton, 1 april 1980) is een singer-songwriter uit de Verenigde Staten. Hij is geboren in Tifton, Georgia. In 2012 heeft hij zijn eerste album uitgebracht getiteld Up All Night. Eerder heeft hij al andere liedjes geschreven voor onder andere de band Thompson Square. Het genre van Kip Moore valt te omschrijven als country.

## Discografie

### Studioalbums
- Up All Night (2012)
- Wild Ones (2015)[1]

#### Tracklist 'Up All Night'
| Nr. | Titel                       | Duur |
| --- | --------------------------- | ---- |
| 1.  | Drive Me Crazy              | 4.05 |
| 2.  | Beer Money                  | 3.38 |
| 3.  | Somethin' 'Bout A Truck     | 3.34 |
| 4.  | Everything But You          | 3.56 |
| 5.  | Crazy One More Time         | 4.25 |
| 6.  | Where You Are Tonight       | 4.16 |
| 7.  | Hey Pretty Girl             | 3.36 |
| 8.  | Reckless (Still Growing Up) | 4.37 |
| 9.  | Up All Night                | 4.28 |
| 10. | Fly Again                   | 4.18 |
| 11. | Faith When I Fall           | 4.41 |

Dit album is geproduceerd door Brett James.
- Gemeinsame Normdatei: 1175585718
- Library of Congress Control Number: no2012058278
- MusicBrainz: 3afa378a-4a7f-46f5-b686-f41ee2287c0c
- Virtual International Authority File: 236614990
- WorldCat: E39PBJg4qc7pwRgwjqHWRdDQbd